# 陳怡珍
陳怡珍（1981年3月28日—），臺灣政治人物，民主進步黨籍正常國家促進會系，現任臺南市議會議員，為現任立法委員陳亭妃的胞妹。

## 生平
陳怡珍生於臺南市，臺灣省立臺南女子高級中學及輔仁大學法律學系畢業，其後於2010年繼承胞姊政治衣缽，獲民主進步黨提名為臺南市議員候選人，以選區最高票當選並連任至今。
2018年12月，陳怡珍與另外三名民進黨議員在臺南市議會議長選舉中跑票，未投給民進黨團決議的邱莉莉，改為投給投票前宣佈退出民進黨的郭信良，並於選後宣布退出民進黨。2019年4月，民進黨中評會宣布將其與另外兩人停權一年半。2020年10月，重新加入民進黨。

## 選舉紀錄
| 年度 | 選舉屆數             | 選舉區             | 所屬政黨   | 得票數 | 得票率 | 當選標記   | 備註 |
| ---- | -------------------- | ------------------ | ---------- | ------ | ------ | ---------- | ---- |
| 2010 | 第一屆臺南市議員選舉 | 臺南市第十一選舉區 | 民主進步黨 | 15,296 | 21.93% |            |      |
| 2014 | 第二屆臺南市議員選舉 | 臺南市第十一選舉區 | 民主進步黨 | 22,012 | 34.55% | 全市最高票 |      |
| 2018 | 第三屆臺南市議員選舉 | 臺南市第八選舉區   | 民主進步黨 | 15,947 | 15.31% |            |      |
| 2022 | 第四屆臺南市議員選舉 | 臺南市第八選舉區   | 民主進步黨 | 17,818 | 19.40% |            |      |

## 爭議
- 2012年11月9日，臺南市政府在議會連續四天預算審查遭在野黨杯葛流會，加上陳怡珍質詢市府秘書長陳美伶時非常不客氣，臺南市市長賴清德對內抨擊民進黨議員陳怡珍、郭信良與林志聰：「清點人數哪一次在現場？」。賴清德在市政總質詢時對陳怡珍說「未來你姐姐陳亭妃若擔任台南市長，你應該注意問政風格。」[6]

## 外部連結
- 臺南市議會議員資訊網 （页面存档备份，存于）
- 陳怡珍的Facebook專頁
- YouTube上的陳亭妃陳怡珍頻道